# Trois-Villes
Trois-Villes é uma comuna francesa na região administrativa da Nova Aquitânia, no departamento dos Pirenéus Atlânticos. Estende-se por uma área de 6,29 km². Em 2010 a comuna tinha 133 habitantes (densidade: 21,1 hab./km²).